# 오릉교
오릉교(五陵橋)는 대한민국의 경상북도 경주시 사정동과 탑동을 연결하는 남천의 다리이다. 금성로의 일부 구간이기도 하다.

## 같이 보기
- 문천교 (국도 제35호선)
- 교촌교
- 월정교
- 월성교